# Czesław Mordowicz
Compléments
évadé du camp de concentration d'Auschwitz
coauteur du rapport Mordowicz-Rosin
Czesław Mordowicz, né le 2 août 1919 à Mława, Pologne et mort le 28 octobre 2001 à Toronto, Canada, fut un prisonnier au camp de concentration d'Auschwitz, parce qu'il était juif. Avec un autre prisonnier, il fut parmi les peu nombreux qui réussirent à s'en évader. Les deux furent à l'origine de l'un des protocoles d'Auschwitz, qui dévoilèrent au monde les atrocités commises là-bas par les nazis, notamment le caractère de génocide de la mise à mort des Juifs.

## Biographie

### Avant sa déportation
Mordowicz est le fils de Herman Mordowicz, commerçant de céréales et d'Anna Wicińska, actrice au théâtre de la localité. Il a aussi une sœur cadette, Rachela. Il finit le lycée en 1938, mais ne peut suivre des études supérieures pour des raisons matérielles. Pour gagner un peu d'argent, il donne pendant une année des cours particuliers à des élèves.
Après que le 1er septembre 1939 les troupes allemandes attaquent la Pologne, la famille se réfugie avec la carriole d'autres réfugiés à Varsovie. Elle y reste sans pouvoir s'établir, jusqu'après la chute de la ville vers la fin du mois, puis elle repart à pied pour Mława. Elle s'arrête dans la ville de Płońsk chez des connaissances, où Mordowicz reste, alors que les siens repartent pour Mława.
Mordowicz est embauché pour des travaux de bureau et comme chauffeur par un Allemand du Reich qui est venu à Płońsk et a confisqué une fabrique de meubles à un propriétaire juif. Mordowicz va épouser plus tard Szulamit, la fille des connaissances chez lesquels il loge. Quand les Juifs sont obligés de déménager dans le ghetto désigné par les Allemands à Płońsk, Mordowicz continue à travailler à la fabrique.
Un jour du début de décembre 1942, son patron prévient Mordowicz que le ghetto va être liquidé et ses habitants déportés dans quelques heures. Il lui offre de le garder chez lui mais sans sa femme et ses beaux-parents. Mordowicz refuse et retourne chez eux dans le ghetto. Ils sont tous emmenés à Auschwitz.

### À Auschwitz
À leur arrivée au camp, Mordowicz est séparé de sa femme et de la famille de celle-ci, qu'il ne reverra plus jamais. Après quelques journées de travail physique épuisant, il rencontre son père déporté avec sa femme et sa fille de Mława. Son père lui dit que sa mère et sa sœur ont été gazées juste après leur arrivée. Quelques jours après, Mordowicz apprend que son père aussi est mort à cause du travail trop dur.
Parce qu'il connaît très bien l'allemand, Mordowicz commence à être utilisé pour tenir les documents auprès du détenu chef d'une baraque, ayant ainsi des conditions de vie meilleures que les autres détenus. Il a des relations d'amitié avec Alfred Wetzler, un autre détenu ayant une fonction similaire, qui s'évadera le 7 avril 1944 avec le détenu Walter Rosenberg (Rudolf Vrba). À la suite de cette évasion, on reprend cette fonction à tous les Juifs qui l'ont, et la garde est beaucoup renforcée.
Mordowicz a la chance d'être pris dans son groupe par un kapo polonais non juif, il lui dit qu'il veut s'évader et celui-ci l'aide, avec son groupe, à préparer son évasion, y compris à creuser une cachette dans une carrière de sable et de gravier où le groupe travaille. Mordowicz doit aussi avoir un partenaire. Il en a déjà un de sa connaissance mais celui-ci est mis dans un Sonderkommando et ne peut plus s'évader. Mordowicz trouve un autre partenaire une semaine seulement avant la date fixée pour l'évasion, en la personne de Arnošt Rosin, un Juif de Slovaquie qu'il connaît à peine.

### L'évasion
Le 27 mai 1944, Mordowicz et Rosin se glissent dans leur cachette, qui est masquée par des camarades. Après qu'on constate leur absence, les gardiens les cherchent jusqu'à la tombée de la nuit mais ne les trouvent pas. Les évadés devraient rester cachés pendant trois jours mais le mince tuyau par lequel il devraient recevoir de l'air est bouché, et ils commencent à suffoquer. Ils sont obligés de sortir dès le lendemain soir et ils arrivent à se glisser entre deux miradors.
Ils marchent en évitant les endroits découverts et en contournant les localités, autant que possible dans des bois. Ils reçoivent à manger d'habitants de maisons isolées. Ils font une partie du chemin sur le toit d'un wagon de train, puis ils traversent à pied les montagnes et arrivent en Slovaquie le 6 juin 1944.

### Après l'évasion
N'étant plus vigilants, ils sont arrêtés le même jour par des gendarmes slovaques. Ils n'ont pas de papiers et sont emmenés au tribunal de la petite ville de Spišská Stará Ves. Rosin y rencontre tout à fait par hasard un fonctionnaire qu'il connaît. En Slovaquie, pays allié de l'Allemagne, la déportation des Juifs est momentanément arrêtée et dans la ville, il y a encore une petite communauté juive. Le fonctionnaire la prévient de la présence des deux évadés arrêtés et un représentant de la communauté leur donne un dollar américain à chacun pour qu'ils puissent dire qu'ils sont des contrebandiers. Ils sont emmenés à la ville de Liptovský Mikuláš, où ils sont condamnés à une amende, payée par la communauté juive locale.
Un représentant du Conseil juif de Slovaquie vient de Bratislava et, avec un rabbin, les interroge chacun à part, puis il formule leurs relations par écrit. Ensuite, les deux évadés vont à Bratislava, où ils rencontrent ceux qui se sont évadés avant eux, Vrba et Wetzler. Vers la mi-juin 1944, un autre rabbin organise une rencontre de Mordowicz et de Vrba avec, d'après ce que Mordowicz se rappelle, le représentant du Vatican en Slovaquie, en réalité avec son représentant en Suisse se trouvant alors en Slovaquie.
Mordowicz vit un certain temps à Bratislava avec des faux papiers. Un jour, il part avec Wetzler dans la ville de Nitra, où leurs papiers sont demandés par des membres de la Garde Hlinka, une milice pro-nazie de Slovaquie. Les miliciens veulent les emmener pour faire vérifier leur identité mais les deux réussissent à s'enfuir.

### De nouveau prisonnier
Fin septembre ou début octobre 1944, les déportations de Slovaquie ayant repris, Mordowicz est de nouveau contrôlé dans la rue à Bratislava, essaye de s'enfuir mais cette fois n'y réussit pas. Il est emmené au siège de la Garde Hlinka, où il est torturé pendant trois jours, soupçonné d'être un espion soviétique. Il a sur lui un extrait de naissance au nom d'un Juif, il dit qu'il est celui-ci et qu'il cherche à échapper à la déportation. Les enquêteurs ne se rendent pas compte qu'il a été à Auschwitz, parce qu'il a couvert le tatouage de son numéro matricule de prisonnier avec un sparadrap. Il est interrogé par la Gestapo aussi et finalement inclus dans un transport de déportés. Dans le train qui les emmène, il dit aux autres ce qui les attend s'ils ne forcent pas la porte pour s'enfuir. Les autres ne le croient pas et même le battent. Pour être sûr qu'on ne découvrira pas son matricule, il en mord la place jusqu'à y former une blessure.
Mordowicz est de nouveau à Auschwitz, où il n'est pas reconnu par les SS, mais seulement par des détenus. On ne tatoue plus les matricules des prisonniers mais un détenu qui a été tatoueur lui tatoue de vagues dessins qui puissent masquer l'ancien matricule après la guérison de la blessure aussi. Deux jours après son arrivée, les camarades le font inclure sous une autre fausse identité dans un groupe de détenus transférés dans un petit camp de Mieroszów, localité de la Basse-Silésie appelée Friedland par les Allemands. Il y travaille dans une menuiserie, dans ce camp, les conditions de vie étant bien meilleures qu'à Auschwitz. Mordowicz y prépare, avec d'autres détenus, une évasion en masse, qu'il conduit le 6 mai 1945, trois jours avant la libération du camp par l'Armée rouge.

### Après la guerre
Libre, Mordowicz retourne à Bratislava. Il se remarie en 1948 avec une ancienne déportée et, en 1951, ils ont une fillette. Il devient directeur d'une entreprise importante mais en 1965, il émigre en Israël avec sa famille. Après ses études secondaires, sa fille part au Canada, où elle devient architecte, et ses parents la suivent en 1985, quand Mordowicz prend se retraite. Sa femme meurt en 1993 et lui en 2001.

## Le rapport Mordowicz-Rosin
Le rapport de Mordowicz et de Rosin arrive au Vatican en juin 1944. Le 10 juillet, le représentant du Conseil juif qui a consigné les relations de Mordowicz et de Rosin, rédige une version en allemand de leur rapport, qui est envoyé en Suisse et en Turquie. Toutefois, ce rapport n'est pas encore porté à la connaissance du public, contrairement au rapport de Vrba et de Wetzler, qui a été diffusé à Genève dès le mois de mai, et dont les informations ont paru au cours de l'été dans beaucoup d'articles de presse.
Le rapport Mordowicz-Rosin n'est diffusé qu'en novembre 1944, en tant que partie du rapport Vrba-Wetzler et suivi d'un troisième rapport, en fait le premier à avoir été rédigé, diffusé séparément dès juin, celui de Jerzy Tabeau, un autre évadé d'Auschwitz. Les trois rapports, connus plus tard comme les protocoles d'Auschwitz, arrivent à Washington, à la War Refugee Board (WRB) (Bureau des réfugiés de guerre), instituée par le président américain Franklin Delano Roosevelt. Le 18 novembre, le bureau les fournit à la presse sous forme de texte dactylographié,, puis les publie le 26 novembre dans une brochure de 30 pages. Les cinq auteurs des rapports n'y sont pas nommés, parce qu'ils sont sur le territoire encore occupé par les Allemands et risquent d'être capturés, comme l'a été d'ailleurs Mordowicz, et les rapports ne se suivent pas dans l'ordre chronologique de leur rédaction mais dans celui de l'importance que leur accordent les communautés affectées et les Alliés,.
Dans les deux documents susmentionnés, le rapport Mordowicz-Rosin constitue le chapitre III (p. 28-33 du texte dactylographié et p. 19-21 de la brochure) de leur première partie, intitulée Report No. 1 The Extermination Camps of Auschwitz (Oswiecim) and Birkenau in Upper Silesia (Rapport no 1 Les camps d'extermination d'Auschwitz (Oswiecim) et Birkenau, en Haute Silésie). Ce chapitre complète le rapport Vrba-Wetzler avec des informations sur la période du 7 avril au 27 mai 1944 : l'arrivée de prisonniers de plusieurs pays occupés par les nazis et surtout, à partir du 10 mai 1944, de plus en plus de Juifs de Hongrie. Le témoignage de ses auteurs confirme le caractère génocidaire de l'extermination des Juifs. Ainsi, ils relatent que du 15 mai jusqu'à leur évasion le 27 mai, on en a amené 14 à 15 000 environ par jour, dont 90 % étaient tout de suite gazés. Ils parlent aussi d'expérimentations sur des femmes détenues.

### Lecture supplémentaire
- (en) « Mordowicz-Rosin Escape » [« Évasion de Mordowicz et Rosin »], sur rudolfvrba.com (consulté le 30 juin 2024)
- (en) Smith, Angus, « The Auschwitz Protocols: Ceslav Mordowicz and the Race to Save Hungary’s Jews. Fred R. Bleakley. Review » [« Les protocoles d'Auschwitz : Ceslav Mordowicz et la course pour sauver le Juifs de Hongrie. Fred R. Bleakley. Recension »], sur jewishbookcouncil.org, Jewish Book Council, 16 octobre 2022 (consulté le 30 juin 2024)
- (en) Tu Thanh Ha, « Auschwitz escapee told the world about Nazi genocide » [« Un évadé d'Auschwitz parle au monde sur le génocide nazi »], sur theglobeandmail.com, The Globe and Mail, 4 juillet 1018 (consulté le 30 juin 2024)